# Yancey County
Yancey County ist ein County im Bundesstaat North Carolina der Vereinigten Staaten. Der Verwaltungssitz (County Seat) ist Burnsville.

## Geographie
Das County liegt im Westen von North Carolina, grenzt an Tennessee und hat eine Fläche von 811 Quadratkilometern, wovon 2 Quadratkilometer Wasserfläche sind. Es grenzt im Uhrzeigersinn an folgende Countys: Mitchell County, McDowell County, Buncombe County und Madison County.
Yancey County ist in elf Townships aufgeteilt: Brush Creek, Burnsville, Cane River, Crabtree, Egypt, Green Mountain, Jacks Creek, Pensacola, Price’s Creek, Ramseytown und South Toe.

## Geschichte
Yancey County wurde 1833 aus Teilen des Burke County und des Buncombe County gebildet. Benannt wurde es nach Bartlett Yancey, einem Mitglied im US-Kongress.

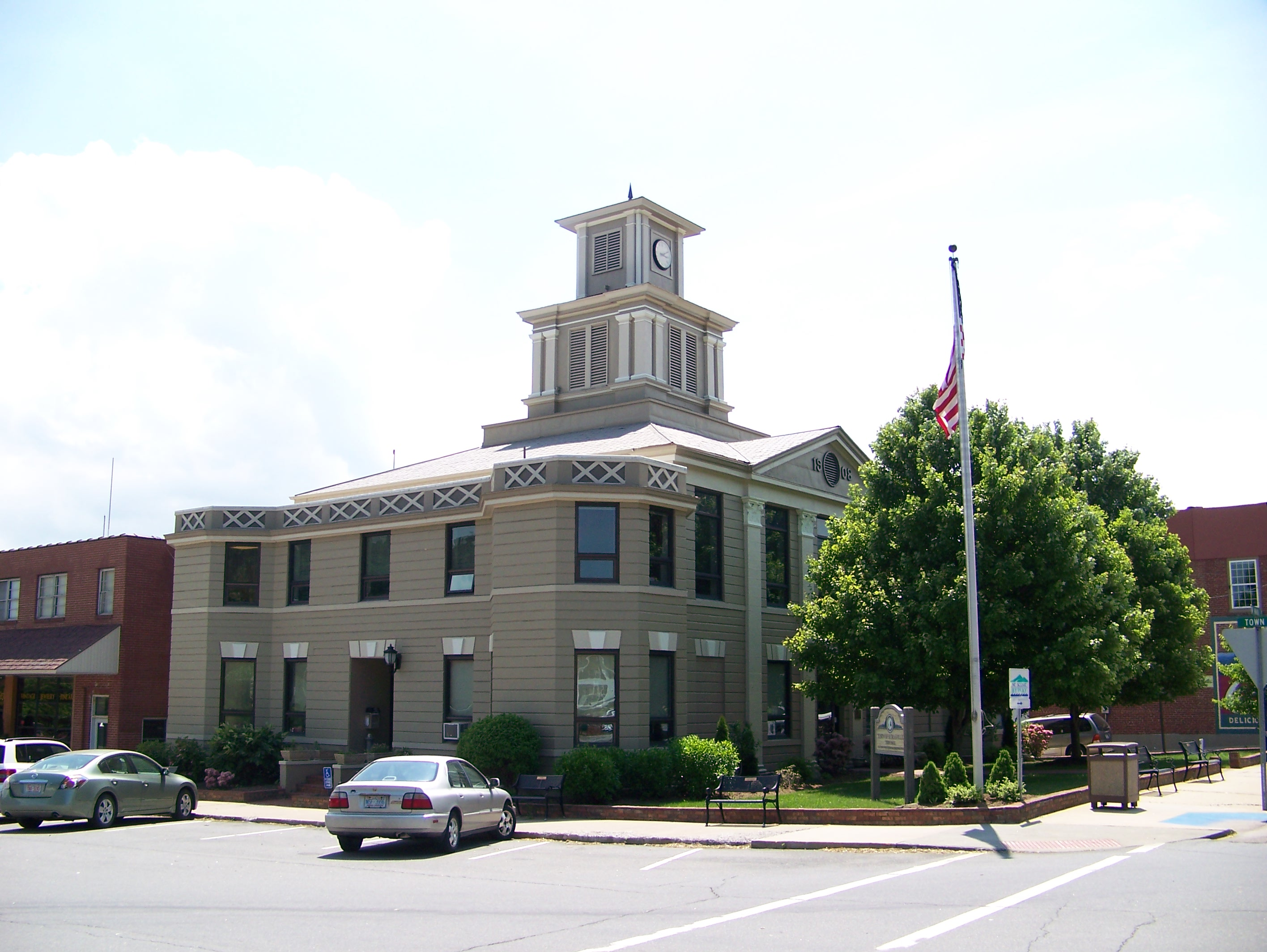
Das alte Yancey County Courthouse (2013) ist einer von acht Einträgen des Countys im National Register of Historic Places.

Acht Bauwerke und Stätten des Countys sind insgesamt im National Register of Historic Places eingetragen (Stand 18. März 2018).

## Demografische Daten
Nach der Volkszählung im Jahr 2000 lebten im Yancey County 17.774 Menschen. Davon wohnten 151 Personen in Sammelunterkünften, die anderen Einwohner lebten in 7.472 Haushalten und 5.372 Familien. Die Bevölkerungsdichte betrug 22 Einwohner pro Quadratkilometer. Ethnisch betrachtet setzte sich die Bevölkerung zusammen aus 97,99 Prozent Weißen, 0,57 Prozent Afroamerikanern, 0,34 Prozent amerikanischen Ureinwohnern, 0,13 Prozent Asiaten und 0,41 Prozent aus anderen ethnischen Gruppen; etwa 0,56 Prozent stammen von zwei oder mehr Ethnien ab. 2,69 Prozent der Bevölkerung waren spanischer oder lateinamerikanischer Abstammung.
Von den 7.472 Haushalten hatten 27,3 Prozent Kinder unter 18 Jahren, die bei ihnen lebten. 61,2 Prozent davon waren verheiratete, zusammenlebende Paare, 7,8 Prozent waren allein erziehende Mütter und 28,1 Prozent waren keine Familien. 25,4 Prozent waren Singlehaushalte und in 12,5 Prozent lebten Menschen mit 65 Jahren oder älter. Die Durchschnittshaushaltsgröße betrug 2,36 und die durchschnittliche Familiengröße war 2,81 Personen.
21,2 Prozent der Bevölkerung waren unter 18 Jahre alt. 7,0 Prozent zwischen 18 und 24 Jahre, 26,4 Prozent zwischen 25 und 44 Jahre, 27,1 Prozent zwischen 45 und 64, und 18,2 Prozent waren 65 Jahre alt oder älter. Das Durchschnittsalter betrug 42 Jahre. Auf alle weibliche Personen kamen 95,7 männliche Personen. Auf alle Frauen im Alter von 18 Jahren oder darüber kamen 93,3 Männer.
Das jährliche Durchschnittseinkommen eines Haushalts betrug 29.674 USD und das jährliche Durchschnittseinkommen einer Familie betrug 35.879 $. Männer hatten ein durchschnittliches Einkommen von 26.800 $ gegenüber den Frauen mit 20.885 $. Das Prokopfeinkommen betrug 16.335 $. 15,8 Prozent der Bevölkerung und 10,9 Prozent der Familien lebten unterhalb der Armutsgrenze. 22,1 Prozent von ihnen sind Kinder und Jugendliche unter 18 Jahre und 16,3 Prozent sind 65 Jahre oder älter.